# Quiina longifolia
Quiina longifolia är en tvåhjärtbladig växtart som beskrevs av Richard Spruce, Jules Émile Planchon och Triana. Quiina longifolia ingår i släktet Quiina och familjen Ochnaceae. Inga underarter finns listade i Catalogue of Life.